# Ассоциированный член
Ассоции́рованный член — название одного из статусов членства, который предусмотрен в ряде организаций, государственных и межгосударственных структур, научных и общественных объединений. В зависимости от устава объединения, его ассоциированным членом может выступать юридическое или физическое лицо. В большинстве случаев данный статус не является высшим в конкретной инстанции и подразумевает определённые ограничения, нередко — отсутствие права решающего голоса. 
Получение статуса ассоциированного члена, при наличии иных доступных статусов членства, может быть связано с несоответствием лица требованиям, предъявляемым для занятия более высокого положения в объединении, или с тактикой самого лица (не считает деятельность в объединении ключевой для себя, желает иметь пробный период для решения о полноценном участии, и т.п.). 

## Ассоциированный член с ограниченными правами
Чаще всего ассоциированное членство вводит некоторые ограничения для его обладателя, то есть прилагательное «ассоциированный» оказывается синонимичным таким понятиям как «неполноправный», «в порядке апробации», «невысокой ступени». 
Ниже приведены возможные варианты: 
- членство юридического или физического лица в какой-либо организации, где оно играет вспомогательную или непрофильную роль, из-за чего имеет лимитированные права.

Скажем, ассоциированным членом производственного объединения может стать рекламно-издательская фирма в этом объединении. Компания-инвестор обычно владеет 20—50 % акций ассоциированной компании.
На индивидуальном уровне ассоциированным членом фирмы может являться агент, которые занимается только поиском клиентов, особенно в сфере обслуживания.
- членство юридического или физического лица в объединении по профилю своей деятельности в ситуации, когда в объединении есть и более высокие статусы членства.

Пример — ассоциированное членство компаний в Международном газовом союзе, где ассоциированное членство даёт меньшие права, нежели действительное членство, также предусмотренное в данном союзе.
Ещё примеры. В некоторых академиях наук возможно индивидуальное ассоциированное членство. При этом в тех же академиях всегда есть члены более высоких рангов, среди них: академики, члены-корреспонденты, почётные члены (см. для академии АНАВ). Аналогичная иерархия может быть введена в профессиональных сообществах (см. для Российского общества хирургов).
В кооперативах, ассоциированным членом является юридическое или физическое лицо, внесшее паевой взнос, по которому оно получает дивиденды, но не имеющее права голоса, кроме особых случаев. Ассоциированные члены могут участвовать в деятельности кооператива на основе двусторонних договоров.
- членство юридического лица (государства или его субъекта, штата) в межгосударственном (государственном) объединении, где по тем или иным причинам невозможно равенство партнёров или ассоциированный партнёр не соответствует критериям приёма.

Один из примеров данной ситуации — ассоциированное государство; это, по факту, форма внешней зависимости подчинённой территории от сильного в экономическом и военном плане государства, находящаяся между колонией и самостоятельным государством. Среди таковых Острова Кука по отношению к Новой Зеландии. 
Другой пример (частично относящийся к предыдущему пункту) — ассоциированное членство некоторых государств в Евросоюзе, через которое прошли некоторые страны Восточной Европы.

## Полноправный ассоциированный член
В некоторых, сравнительно нечастых, случаях, ассоциированное членство юридических лиц является стопроцентно полноправным. Это 
- ассоциированное членство юридического лица в ситуации, когда приобретение такого статуса — единственный предлагаемый вариант участия в объединении, а иных статусов для юрлиц там попросту не существует.

Примером может быть ассоциированное членство научных институтов в академиях наук. Академия и состоит, по сути, из совокупности исследовательских институтов, а «центр» играет, в основном, координирующую роль (см. пример: в Академии наук Якутии и в РАРАН). Слово «ассоциированное» в этом контексте можно заменить на «задействующее всех сотрудников», «коллективное», «учреждения в целом». Действительными членами академий институты являться не могут (это статус только для учёных индивидуально). 
Вне академий, полноправное ассоциированное членство также гипотетически возможно в других общественных или научных объединениях.